# Горин-Хаст, Юрий Александрович
Юрий Александрович Горин (Горин-Хаст) (1907—1987) ‒ специалист в области химии и технологии синтетических каучуков, доктор химических наук, профессор, лауреат Сталинской премии (1952) и Премии имени С. В. Лебедева АН СССР (1946).

## Биография
Сын Александра Израилевича Горина (Хаста) (1884—?), члена РСДРП с 1902 года (на 1937 год — заведующий редакцией журнала «Архитектура СССР»).
В начале 1929 года, ещё являясь студентом ЛГУ, (окончил в 1930 году), начал работать на Опытном заводе по производству каучука. Входил в состав инженерной группы, которая под руководством Сергея Васильевича Лебедева получила первую партию синтетического бутадиенового каучука. В 1931—1932 годах по поручению Лебедева налаживал работу ЦЗЛ в Ярославле на первом в СССР заводе по производству синтетического каучука (его в должности заведующего сменил Борис Александрович Долгоплоск). С 1938 года — начальник отдела лаборатории «Б».
С 1945 года, когда завод был реорганизован во Всесоюзный НИИ синтетического каучука (ВНИИСК), — заведующий лабораторией. В 1961—1963 гг. зам. директора по науке.
С 1931 года по совместительству ассистент кафедры технологии резины Ленинградского технологического института. Позже доцент и профессор там же и в Ленинградском государственном университете.
Автор (соавтор) десятков научных публикаций и изобретений в области химии и технологии синтетических каучуков.

## Признание
- Сталинская премия второй степени (1952) — за исследования реакций каталитического превращения спиртов в углеводороды ряда дивинила, опубликованные в «Трудах Всесоюзного научно-исследовательского института синтетического каучука» и «Журнале общей химии» (1949—1951)
- орден Трудового Красного Знамени
- орден «Знак Почёта»
- медаль «За трудовое отличие» (17.5.1939).

Сочинения:
- Избранные работы по органической химии / С. В. Лебедев; ред. А. И. Якубчик; статьи Ю. А. Горина, К. Б. Пиотровского и С. А. Субботина; примеч. И. В. Гармонова [и др.]. — [Ленинград] : Изд-во Акад. наук СССР. [Ленинградское отд-ние], 1958. — 670 с., 1 л. портр. : черт.; 21 см.